# Cryptodus relictus
Cryptodus relictus är en skalbaggsart som beskrevs av Phillip B. Carne 1957. Cryptodus relictus ingår i släktet Cryptodus och familjen Dynastidae. Inga underarter finns listade i Catalogue of Life.